# إيفرت مورتون
إيفرت مورتون (بالإنجليزية: Everett Morton)‏ هو كاتب أغاني وطبال بريطاني، ولد في 5 أبريل 1950 في سانت كيتس ونيفيس.

## وصلات خارجية
- الموقع الرسمي
- إيفرت مورتون على موقع IMDb (الإنجليزية)
- إيفرت مورتون على موقع ميوزك برينز (الإنجليزية)
- إيفرت مورتون على موقع ديسكوغز (الإنجليزية)